# Distrito de Lalitpur
El distrito de Lalitpur es un distrito de Nepal.

## Geografía y clima
| Zona climática    | Rango de elevación             | % de Área |
| ----------------- | ------------------------------ | --------- |
| Tropical superior | 300 a 1000 m 1000 a 3300 pie.  | 9,9%      |
| Subtropical       | 1000 a 2000 m 3300 a 6600 pie. | 79,3%     |
| Templado          | 2000 a 3000 m 6400 a 9800 pie. | 10,8%     |

## División administrativa
- Patan
- Mahalaxmi
- Godawari
- Konjyosom
- Bagmati
- Mahankal

### Localidades
- Ashrang
- Badikhel
- Bhardev
- Bhattedanda
- Bisankhunarayan
- Bukhel
- Bungamati
- Chandanpur
- Chapagaun
- Chhampi
- Choughare
- Dalchoki
- Devichour
- Dhapakhel
- Dhusel
- Dukuchhap
- Gimdi
- Godamchaur
- Godawari
- Gotikhel
- Harisiddhi
- Ikudol
- Imadol
- Jharuwarasi
- Kaleswor
- Khokana
- Lamatar
- Lele
- Lubhu
- Malta
- Manikhel
- Nallu
- Pyutar
- Sainbu
- Sankhu
- Siddhipur
- Sunakothi
- Thaiba
- Thecho
- Thuladurlung
- Tikathali